# جن گرانت
جن گرانت (انگلیسی: Jenn Grant؛ زاده ۲۰ اوت ۱۹۸۰) خواننده و ترانه‌نویس موسیقی پاپ، فولکلور کانادایی است که در هلیفکس، نوا اسکوشیا مستقر است، به یکی از مشهورترین کارهای وی می‌توان به موسیقی متن مجموعه تلویزیونی درام «مزرعه قلب‌ها» بنام «Dreamer» اشاره کرد.

## حرفه

### جن گرانت و آلبوم خداحافظ قرن بیستم
او در اوایل نوجوانی مدتی به عنوان نوازنده هنرنمایی کرد، اما به دلیل وحشت حاصل از حضور در صحنه نمایش کار او متوقف شد و تا اوایل ۲۰ سالگی برخی نمایش‌ها را با The Heavy Blinkers اجرا کرد؛ و همچنین وی بعداً یک آلبوم کوتاه (EP) مستقل، به‌نام Goodbye Century 20th را در سال ۲۰۰۵ منتشر کرد.

### آلبوم ارکستر ماه
او در سال ۲۰۰۷ آلبومی به‌نام Orchestra for the Moon منتشر کرد که در آن با هنرمندانی هم‌چون: ران سکس‌اسمیت، هوی بلینکرز، مت میز و جیل باربر همکاری داشت، و بعداً برای حمایت از آلبوم در تورهای کشور آلمان و کانادا اجراء کرد.

### آلبوم پژواک
در سال ۲۰۰۸ ضبط آلبوم دوم خود را با نام Echoes در مزرعه‌ای در شهر انتاریو آغاز کرد، این آلبوم توسط «جاناتان گلداسمیت» تولید و توسط «والتر سوبچاک» در استودیو در Puck's Farm ساخته شد همچنین وی در یک ترک به‌نام «We made a Pact» از «!Hey Rosetta» در آلبوم Into Your Lungs (and around in your heart and on through your blood) همکاری کرد. آلبوم پژواک (Enchoes) در سال ۲۰۰۹ منتشر شد
در سال ۲۰۱۰ و ۲۰۱۱، او در چندین آهنگ با گروه «باک۶۵» از جمله Paper Airplane ,Cold Steel Drum Days Go By و کاور Who By Fire از لئونارد کوهن همکاری داشت.

### آلبوم هانی‌مون پانچ
او سومین آلبوم استودیویی خود را با نام Honeymoon Punch در ۷ ژانویه ۲۰۱۱ منتشر کرد. او مراحل نوشتن متن آلبوم را در مصر در سال ۲۰۱۰ آغاز کرد. این آلبوم نمایانگر نوعی تحول از سبک استقرار یافته فولکلور-پاپ بود، که تأکید بیشتری بر کیبوردها داشت و وی را به سمت یک سبک پاپ جدید و دنس پاپ می‌کشاند همچنین گرانت توصیف کرد تحت تأثیر شدید «کیت بوش» قرار گرفته‌است. این آلبوم توسط همسر گرانت، Daniel Ledwell ضبط و تولید شد و همچنین این آلبوم نامزد Adult Alternative Album of the Year برای دریافت جایزهٔ ۲۰۱۲ Juno Awards شد.

### آلبوم وحشی زیبا
«The Beautiful Wild» چهارمین آلبوم استودیویی گرانت هست که در۲۵ سپتامبر ۲۰۱۲ توسط کمپانی «Six Shooter Records» منتشر شد، گرانت برای ساخت این آلبوم از مادرش الهام گرفت که در هنگام ضبط آلبوم از یک بیماری سخت رنج می‌برد، این آلبوم هم توسط همسر گرانت، Daniel Ledwell تولید شده‌است. نوازندگان مهمان این آلبوم شامل Ledwell ,Erin Costello ,Old Man Luedecke ,Tanya Davis ,Rose Cousins بودند.
این آلبوم در سال ۲۰۱۳ موفق شد جایزهٔ East Coast Music Association برای بهترین موسیقی پاپ را از آن خود کند.

### آلبوم کامپوستلا
«Compostela» پنجمین آلبوم استودیویی گرانت هست که در۲۱ اکتبر ۲۰۱۴ توسط کمپانی «Outside Music» منتشر شد،
این در این آلبوم با Buck 65، Sarah Harmer , Ron Sexsmith , Rose Cousins , Don Kerr , Doug Paisley , Kim Harris , Stewart Legere , Justin Rutledge و Rachel Sermanni همکاری کرد.
این آلبوم در فهرست جایزه جونو قرار گرفت و همچنین این آلبوم نامزد Adult Alternative Album of the Year برای دریافت جایزهٔ ۲۰۱۵ Juno Awards شد.

### آلبوم بهشت
ششمین آلبوم او «Paradise» در ۳ مارس ۲۰۱۷ منتشر شد. گرانت و همسرش دنیل لدول یک سال در استودیوی خانه خود صرف ساخت آلبومی از زیبایی صدا و تنوع صوتی کردند. گرانت در این آلبوم روحانیت ظریف در صدای خود را به نمایش می‌گذارد، و با موسیقی فلکلور، R&B و راک ارتباط برقرار می‌کند. این آلبوم توسط همسرش تولید، مهندسی صدا و میکس شده‌است.

### آلبوم عشق، اجتناب ناپذیر
هفتمین آلبوم گرانت با نام «Love, Inevitable» در ۳۱ مه ۲۰۱۹ منتشر شد. وی نوشتن متن این آلبوم را در سال ۲۰۱۸ آغاز کرد همچنین دنیل لدول پس از ساخت چهار آلبوم متوالی با همسرش، تحسین منتقدان را به دست آورد، گرانت با استفاده از کیبورد رولاند، گیتار آکوستیک و بانجو آهنگ‌ها را در اتاق نشیمن خود در هلیفکس ضبط کرد. وی در ژوئیه ۲۰۱۸ برای پخش آلبوم خود در استودیوی Martine's Flora Recording به پورتلند، اورگن سفر کرد.

## زندگی شخصی
او در شارلوت‌تاون، جزیره پرنس ادوارد زاده شد، والدین وی «دکتر کن گرانت (جراح عروق)» و «هدر الیزابت گرانت» هستند، هنگامی که والدینش از هم جدا شدند او در سن ده سالگی با مادر و برادرش به هلیفکس رفتند. وی مدتی در دانشگاه Saint Mary's حضور یافت، و بعداً در Nova Scotia College of Art and Design University تحصیل کرد، و توانست با لیسانس هنرهای زیبا در نقاشی فارغ‌التحصیل شود. پدربزرگ وی وزیر کابینه فدرال Daniel J. MacDonald بود.
مادر گرانت ، که الهام بخش زندگی حرفه ای او بود، توانست در سال ۱۹۷۳ در نورفک، ویرجینیا لقب Queen of Azaleas بگیرد.
موزیک ویدیو «مبارز» از آلبوم «زیبای وحشی» گرانت از فیلم‌های ۱۶ میلی‌متری سال ۱۹۷۳ تولید شده بود زیرا این آهنگ و آلبوم را به مادرش تقدیم کرده بود که مادر وی در مه ۲۰۱۲ درگذشت بود.
گرانت در اکتبر ۲۰۱۱ با تهیه‌کننده و نوازنده «دنیل لدول» ازدواج کرد. در ۱۱ دسامبر ۲۰۱۸ پس از چندین بار عمل لقاح مصنوعی، فرزندشان متولد شد.
گرانت بسیار به نقاشی علاقه‌مند است و برخی از جلد آلبوم‌های خود را طراحی کرده‌است.

## جوایز

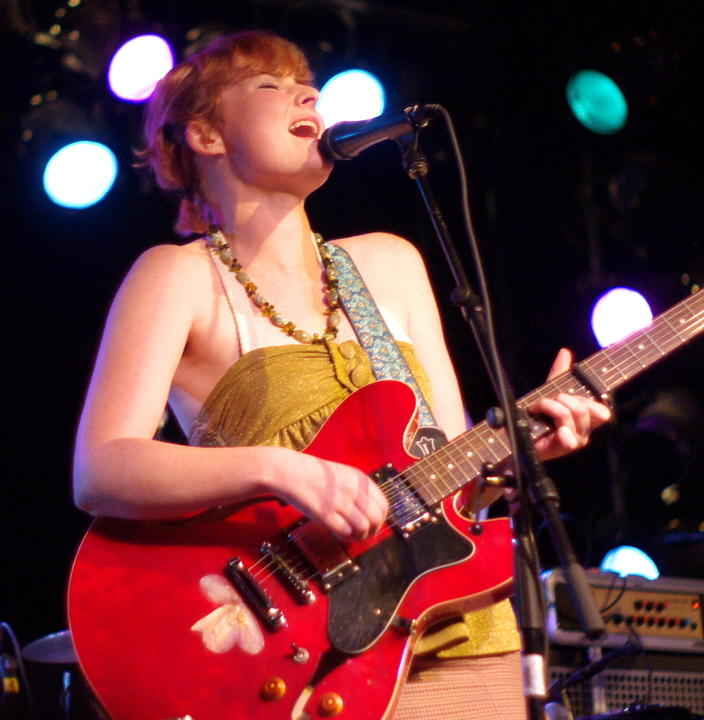
جن گرانت سال ۲۰۰۷ در سالن موسیقی New Capital در اتاوا، انتاریو، اجرا می‌کند.

در سال ۲۰۰۶، گرانت برنده جایزه بهترین هنرمند جدید و بهترین هنرمند زن در the Nova Scotia Music Awards شد.
آلبوم «Honeymoon Punch» نامزد طولانی‌ترین آلبوم در 2011 Polaris Music Prize و برای دریافت جایزه Juno در Adult Alternative Album of the Year در جوایز Juno در سال ۲۰۱۲ انتخاب شد.
گرانت برنده جایزه East Coast Music Award برای خواننده سال در سال ۲۰۱۳ برای آلبوم «The Beautiful Wild» شد. همچنین گرانت برنده جایزه East Coast Music Award برای بهترین ضبط آلبوم پاپ سال در سال ۲۰۱۲ برای «The Beautiful Wild» شد. او در ECMAهای ۲۰۱۳، برنده جایزه آهنگ سال برای تک آهنگ «I'm Got Your Fire» شد
آهنگ «Dreamer» از آلبوم «Orchestra for the Moon» به عنوان موسیقی متن اصلی مجموعه تلویزیونی درام «مزرعه قلب‌ها» ارائه شده‌است توانست توجه منتقدین بسیاری را جلب کند.

## آلبوم‌شناسی
- ۲۰۰۵ – خداحافظ قرن بیستم (آلبوم کوتاه)
- ۲۰۰۶ – ارکستر ماه
- ۲۰۰۹ – پژواک
- ۲۰۱۰ – آهنگ‌هایی برای سیگون (آلبوم کوتاه)
- ۲۰۱۱ – هانی‌مون پانج
- ۲۰۱۲ – زیبای وحشی
- ۲۰۱۴ – زادهٔ روشنایی (آلبوم کوتاه)
- ۲۰۱۴ – کامپوستلا
- ۲۰۱۷ – بهشت
- ۲۰۱۹ – عشق، اجتناب ناپذیر